# گویش عامیانه
گویش عامیانه یا پاتوا (به فرانسوی: Patois) گویش و زبانی است که نامعیار در نظر گرفته می‌شود؛ هرچند این اصطلاح رسماً در زبان‌شناسی تعریف نشده‌است. گویش‌های عامیانه به این ترتیب می‌توانند شامل پیجین‌ها، کریول‌ها، گویش‌ها، یا زبان‌های محلی شوند اما معمولاً به زبان حرفه‌ای یا زبان کوچه بازاری اشاره می‌کنند که از نظر واژگانی زبان رمزی در نظر گرفته می‌شوند.
اصطلاح پاتوا در محاوره، به ویژه در فرانسه، به معنای تمایز طبقاتی است، زیرا در فرانسوی patois به هر نوع گویش اجتماعی که در ارتباط با طبقات روستایی تحصیل‌نکرده باشد (در برابر فرانسوی معیار که توسط طبقه متوسط و بالای شهرها و در ادبیات و متون رسمی استفاده می‌شود) گفته می‌شود.